# Emir de Cano

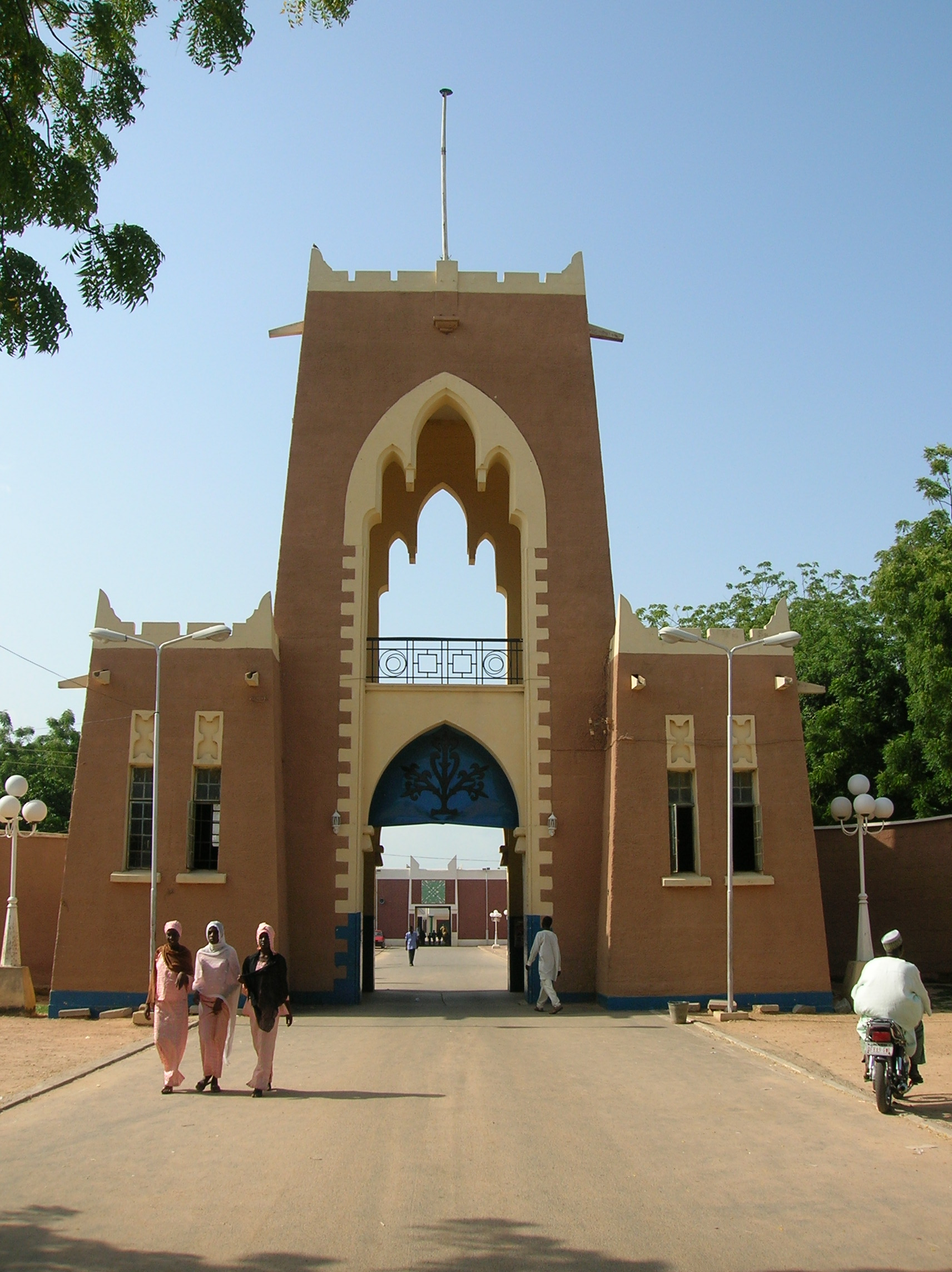
Portão para o Gidã Runfa

Emir de Cano é o título do traditional governante da cidade de Cano, na Nigéria, capital do moderno estado de Cano. Ado Bayero é o atual emir.

## História da posição
O primeiro rei de Cano foi um hauçá conhecido como Bagauda (Diz-se ser o neto do mítico Baiajida), que governou por cerca de 66 anos. Em 1805, o líder islâmico fula Usmã dã Fodio conquistou Cano, e mais governantes fulas foram emires.